# Батлер, Деанна
Деанна Батлер (англ. Deanne Butler; род. 11 августа 1981 года в Вангаратте, Виктория, Австралия) — австралийская профессиональная баскетболистка, которая выступала в женской национальной баскетбольной лиге (ЖНБЛ). Играла на позиции разыгрывающего защитника. Чемпионка женской НБЛ (1999).

## Ранние годы
Деанна Батлер родилась 11 августа 1981 года в городе Вангаратта (штат Виктория), у неё есть сестра Андреа.